# Galve de Sorbe
Galve de Sorbe est une commune d'Espagne de la province de Guadalajara dans la communauté autonome de Castille-La Manche.

## Histoire
La première trace de peuplement apparaît dans un document daté de 1136 sous le nom de « Galbe », et il semble que ce nom soit le dérivé de celui d'un général arabe du calife Abd al-Rahman III, Galbi ben Amril. On suppose qu'à l'endroit de l'actuel château du XVe siècle se trouvait antérieurement une forteresse arabe.
Pendant l'époque chrétienne, le village apparaît pour la première fois sous le règne d'Alphonse XI de Castille. À cette époque, Don Juan Manuel était le seigneur des lieux et détruisit la fortification comme signe de réconciliation avec le monarque. À sa mort, le village passa directement sous la domination de la Couronne jusqu'au 1er octobre 1354 où Pierre Ier de Castille le donna comme seigneurie à Iñigo Lopez de Orozco. Sa fille, Doña Mencía, mariée au seigneur de Beleña de Sorbe (es) essaya de vendre le village au début du XVe siècle et finit par le faire à deux de ses proches qui l'acquirent ensemble en mars 1403 : Diego Hurtado de Mendoza (es), premier amiral de Castille et Diego Lopez de Zuniga (es), juge en chef du royaume.
En 1405, la mort de l'amiral mit fin à cette propriété commune. Le fils de Diego Lopez, du même nom, a vécu dans la ville et il semble que c'est lui qui a ordonné de construire le château qui s'y trouve toujours. Il mit le village en gage à sa femme pour certaines dettes qu'il devait.

## Culture

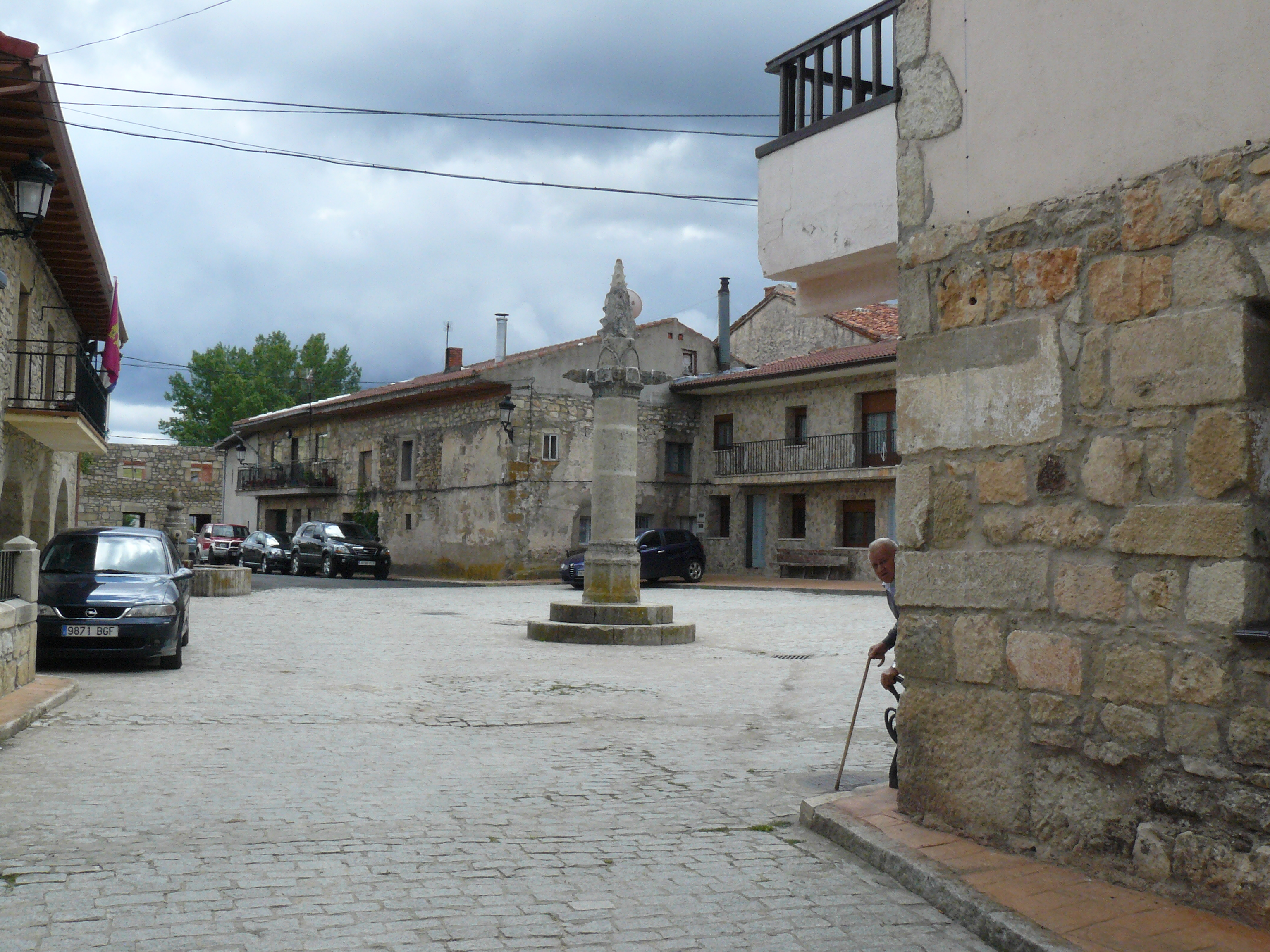
La place du village

- Château de Galve de Sorbe (es)